# 나비썰기

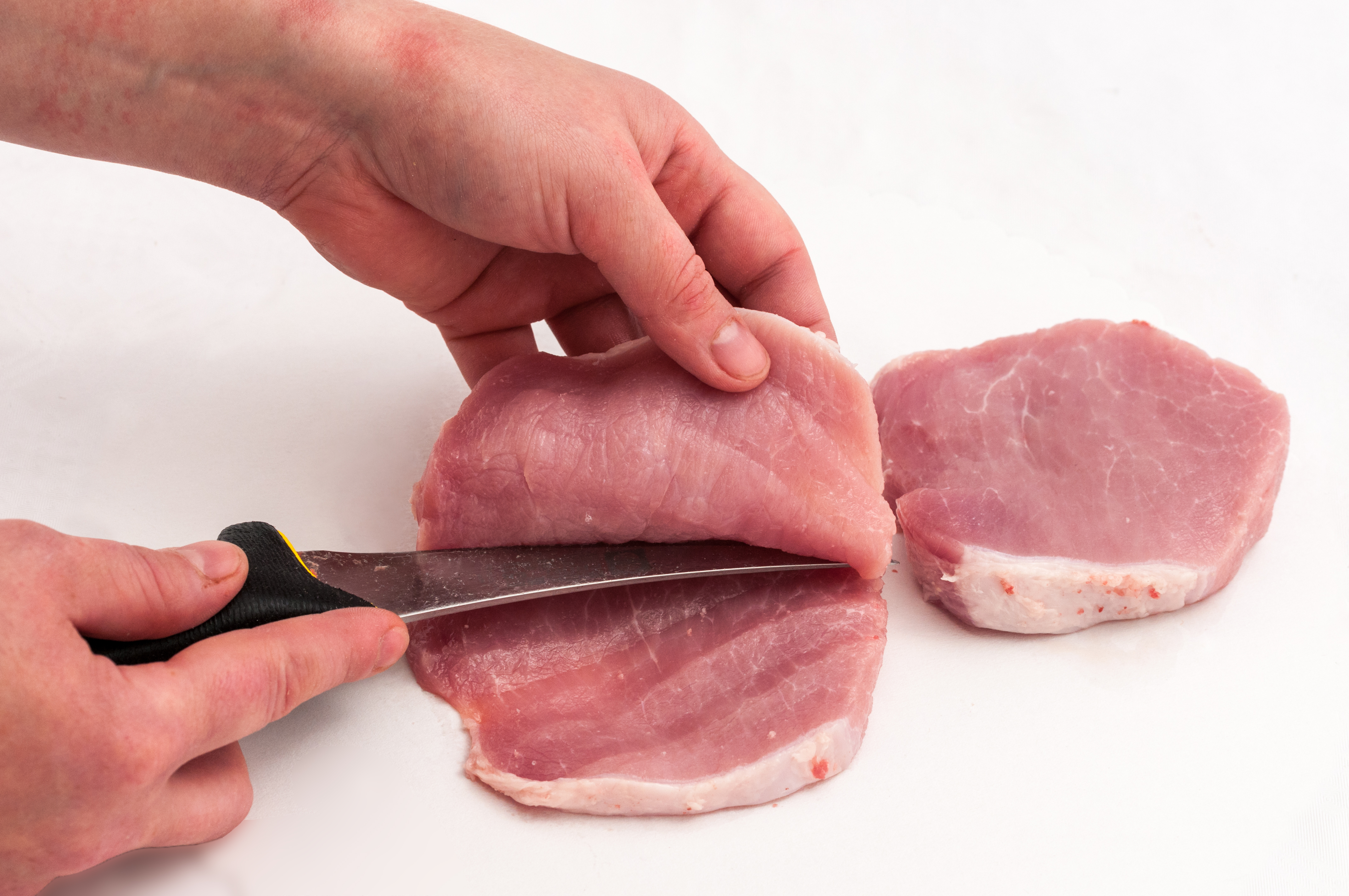
돼지고기 나비썰기

나비썰기(영어: butterflying 버터플라잉[*])는 고기나 생선 등을 포를 뜨듯 반으로 가르다가 끝부분 조직을 남겨 두쪽이 나비 날개처럼 이어지도록 하는 썰기 방식이다.